# Chirag Shetty
Chirag Chandrashekhar Shetty (Bombay, 4 de julio de 1997) es un deportista indio que compite en bádminton. Ganó una medalla de bronce en el Campeonato Mundial de Bádminton de 2022, en la prueba de dobles.

## Palmarés internacional
| Campeonato Mundial | Campeonato Mundial | Campeonato Mundial | Campeonato Mundial |
| Año                | Lugar              | Medalla            | Prueba             |
| ------------------ | ------------------ | ------------------ | ------------------ |
| 2022               | Tokio (Japón)      | Medalla de bronce  | Dobles             |